# Commission paritaire des publications et des agences de presse
Pour les articles homonymes, voir Commission paritaire.
La Commission paritaire des publications et des agences de presse (CPPAP), plus souvent appelée Commission paritaire, est un organisme d'État français chargé de donner un avis pour le bénéfice du régime économique de la presse. La Commission est actuellement régie par le décret no 97-1065 modifié du 20 novembre 1997.
Les avantages postaux et fiscaux qui en découlent représentent plusieurs centaines de millions d'euros chaque année.

## Missions
La CPPAP est chargée d'une triple mission :
- Donner un avis sur l'application aux journaux et écrits périodiques des textes législatifs ou réglementaires prévoyant des allègements en faveur de la presse en matière de taxes fiscales et de tarifs postaux. À cette fin, la commission examine si les publications remplissent les conditions prévues aux articles 72 et 73 de l'annexe III du code général des impôts et D.18 et suivants du code des postes et des communications électroniques. Elle délivre aux publications de presse qui en relèvent un numéro d'inscription qui ouvre droit à un taux réduit de TVA à 2,1 %, une exonération de taxe professionnelle et des tarifs postaux préférentiels. Ce numéro permet en outre d'accéder aux aides directes délivrées aux publications éligibles à ce titre qui sont gérées par la direction générale des médias et des industries culturelles ;
- Se prononcer sur l'éligibilité au statut d'agence de presse des sociétés qui tirent la majeure partie de leurs ressources de la vente de contenus rédactionnels aux médias. Ce statut, défini par l'ordonnance du 2 novembre 1945, a été mis à jour par la loi du 22 mars 2012 de simplification du droit ;
- Reconnaître la qualité de services de presse en ligne (SPEL)[3], au sens de l'article 1er de la loi no 86-897 du 1er août 1986 portant réforme du régime juridique de la presse, aux services en ligne répondant aux critères prévus par le décret no 2009-1340 du 29 octobre 2009. Le taux de TVA particulier de 2,1 % s'applique aux ventes de contenus numériques des SPEL.

## Composition
Présidée par un conseiller d'État, la CPPAP associe à parité des représentants des administrations et des professionnels concernés (en formation publications, représentants des entreprises éditrices de publications et services de presse en ligne et en formation agences, représentants des agences de presse).
Les représentants des agences et entreprises de presse sont désignés sur proposition des organisations professionnelles représentatives.
Le président et les autres membres sont nommés par arrêté du ministre chargé de la Communication pour un mandat de trois ans renouvelable. Le secrétariat de la commission est assuré par la Direction générale des médias et des industries culturelles, sous le contrôle d'un secrétaire général nommé par le ministre chargé de la Communication.
Les avis défavorables de la commission sont susceptibles de recours devant la juridiction administrative.

## Agréments

### Les titres inscrits
Au 1er janvier 2019 le nombre de publications inscrites, donnant droit au taux de TVA particulier est de 6 817 dont 50 % relèvent de la presse éditeur, 23 % de la presse associative, 16 % de la presse dérogatoire et 10 % de la presse étrangère.
Les titres relevant de la presse éditeur (3 420) se répartissent en 20,96 % pour la presse ciblée et d'information générale, 36,64 % pour la  presse technique et professionnelle, 11,40 % presse culturelle, scientifique et la presse jeunesse et 30,99 % pour les magazines, les divertissements et les loisirs.

### Retrait d'agrément
La Commission paritaire peut refuser ou retirer un de ses agréments en cas de non-respect des critères réglementaires. Un retrait de l'aide fait passer le taux de TVA de 2,1 % à 20 %, ce qui peut constituer une condition économique essentielle à la viabilité d'un titre sur le marché.
À la suite d'une tribune dénonçant le fait que l'hebdomadaire d'extrême droite Rivarol, condamné plus d'une dizaine de fois pour incitation à la haine, négationnisme ou injure raciste, bénéficiait toujours de l'agrément de la CPPAP et donc d'aides publiques indirectes, la Commission annonce son retrait dans une décision du 22 mai 2022.
Le 30 novembre 2022, le site internet FranceSoir perd son agrément de la CPPAP pour « défaut d'intérêt général » et « atteinte à la protection de la santé publique ». En janvier 2023, le juge des référés du tribunal administratif de Paris ordonne à la commission de rendre au site d'actualité, au moins provisoirement son agrément. Il estime que « la CPPAP n'aurait pas statué en toute impartialité », et que cela est propre à créer « un doute sérieux sur la légalité de la décision »,. L'État doit également verser 2 000 euros à Shopper Union, la société éditrice de FranceSoir et 1 500 euros à la directrice générale du site Internet. Sans nommer Laurence Franceschini, la présidente de la commission, l'ordonnance relève qu'un membre de l'organisme se serait exprimé publiquement et préalablement à la décision. La commission retire à nouveau son agrément en 2024.